# Aurelio Giussani
Aurelio Giussani (Baruccana, 10 luglio 1915 – 5 settembre 1977) è stato un presbitero italiano.

## Biografia
Nel 1939, proprio nell'anno in cui scoppiò la seconda guerra mondiale, il giovane Aurelio fu ordinato sacerdote.
Per diversi anni don Aurelio insegnò al Collegio San Carlo di Milano, dove iniziò la sua opposizione al fascismo, da sacerdote e non attraverso la lotta armata.
Con altri sacerdoti di Milano fondò l'OSCAR, Organizzazione di Soccorso Cattolica agli Antifascisti e ai Ricercati. Dal settembre 1943 al maggio 1945 aiutò soprattutto ebrei, prigionieri, soldati a scappare in Svizzera, dove potevano trovare un rifugio sicuro.
A poco a poco, però i fascisti cominciarono a individuare questi sacerdoti e li tenevano sotto controllo.
Don Aurelio Giussani fu costretto spesso a nascondersi, a volte persino a travestirsi, e poi anche a scappare da Milano. Andò infine sull'Appennino al Passo della Cisa, dove c'era una brigata partigiana: si unì ai partigiani come cappellano.
Dopo la guerra scrisse un diario di ricordi, pubblicato alla sua morte da don Lorenzo Macchi, rettore del Collegio San Carlo, e ricevette una onorificenza dal Ministero della Difesa della Repubblica Italiana per le sue azioni coraggiose ed eroiche.
Insegnò al San Carlo fino al 1963 quando fu colpito da un'embolia cerebrale. Don Aurelio Giussani morì il 5 settembre 1977 e il 23 aprile 1994 gli fu dedicata la Scuola Media di Baruccana, frazione di Seveso.